# Szentjobb község
Szentjobb község (románul: Comuna Sâniob) község Bihar megyében, Romániában. Központja Szentjobb, beosztott falvai Berettyócsohaj, Berettyófarnos, Biharcsanálos.

## Népessége
A 2011-es népszámlálás adatai alapján a község népessége 2333 fő volt.

## Története
2012-ig a község központja Berettyócsohaj volt, illetve a neve is Berettyócsohaj község.